# Elektrit Superior
Elektrit Superior – radioodbiornik  bezpośredniego wzmocnienia produkowany przez polską firmę Elektritz Wilna w latach 1934-1936. Był to odbiornik średniej klasy, odbiorniki o podobnej konstrukcji były najpopularniejsze w latach 30. XX wieku. Produkowano modele przystosowane do zasilania bateryjnego, napięciem zmiennym, stałym.
Radioodbiornik składał się z trzech obwodów: wzmacniacza wielkiej częstotliwości, detektora reakcyjnego i wzmacniacza małej częstotliwości. W wersji zasilanej prądem zmiennym, układ obsługiwały trzy lampy: pentoda wysokiej częstotliwości HP4115/B2047 (prąd zmienny/stały), pentoda małej częstotliwości HP4101/B2046, pentoda głośnikowa PP4101/BL2, oraz dioda prostownicza PV495. (Diod prostowniczych nie liczy się do liczby lamp odbiornika, uwzględnia się tylko lampy 'grające'). Druga lampa jako detektor reakcyjny lub wzmacniacz wstępny m.cz. dla gramofonu.
W odbiorniku na prąd stały Superior S, włókna żarzenia lamp były połączone szeregowo z bareterem. 
Odbiornik odbierał trzy zakresy fal – fale długie, średnie i krótkie, oraz mógł pracować jako wzmacniacz do gramofonu.